# 路易絲·溫莎女勳爵
路易絲·愛麗絲·伊利沙伯·瑪麗·蒙巴頓-溫莎女勳爵（英語：Lady Louise Alice Elizabeth Mary Mountbatten-Windsor，2003年11月8日—）是愛丁堡公爵愛德華王子與愛丁堡公爵夫人蘇菲的長女，亦為英國國王查爾斯三世最年幼的侄女。她出生時正值祖母伊利沙伯二世在位期間，當時在英國王位繼承順序中排名第8位，現位列第17位，排序低於其弟威塞克斯伯爵詹姆斯。

## 出生與洗禮
路易絲於2003年11月8日格林尼治標準時間23時32分在薩里郡弗利姆利的弗雷姆勒公園醫院早產出生。她的母親蘇菲從他們位於薩里郡巴格肖特公園的家中由救護車緊急送往醫院。路易絲的父親愛德華王子（當時的威塞克斯伯爵）因正在毛里求斯進行官方訪問，未能趕上女兒的出生。由於胎盤早期剝離，路易絲通過緊急剖腹產出生，這導致母女二人嚴重失血。作為預防措施，路易絲被轉送至倫敦圖廷的聖喬治醫院新生兒病房。她的母親則留在弗利姆利公園醫院，直到2003年11月23日康復出院。她的名字「路易絲·愛麗絲·伊利沙伯·瑪麗」於2003年11月27日公布。
2004年4月24日，路易絲女爵在溫莎城堡的私人禮拜堂由溫莎教長大衛·康納施洗；她的教父母包括莎拉·查托女勳爵、伊瓦爾·蒙巴頓勳爵、亞歷山德拉·瑟靈頓女爵、弗朗西斯卡·施瓦岑巴赫（Francesca Schwarzenbach）和魯珀特·埃利奧特（Rupert Elliott）。路易絲是最後一位穿著原始皇家洗禮袍的嬰兒。
路易絲天生患有內斜視，2006年她接受了一次手術，但未能成功矯正。2013年底，她再次接受治療，最終成功矯正了眼睛問題。

## 教育
路易絲曾就讀温莎城堡聖喬治學校，後於2017年轉學至雅士谷聖瑪麗學校就讀九年級。她選擇了英語、歷史、政治和戲劇作為她的A-Level科目。在校期間，她參加了愛丁堡公爵獎勵計劃。路易絲於2022年9月開始在聖安德魯斯大學攻讀英語。2022年8月，有報導稱她整個夏天都在一家園藝中心工作。

## 軍事訓練
2024年，她加入了英國陸軍的大學軍官訓練團單位——泰福斯大學軍官訓練團，這是一個由陸軍預備役組成的單位，成員包括聖安德魯斯大學及周邊地區其他院校的學生。截至2025年，她在陸軍預備役中擔任軍官學員一職。

## 公開露面

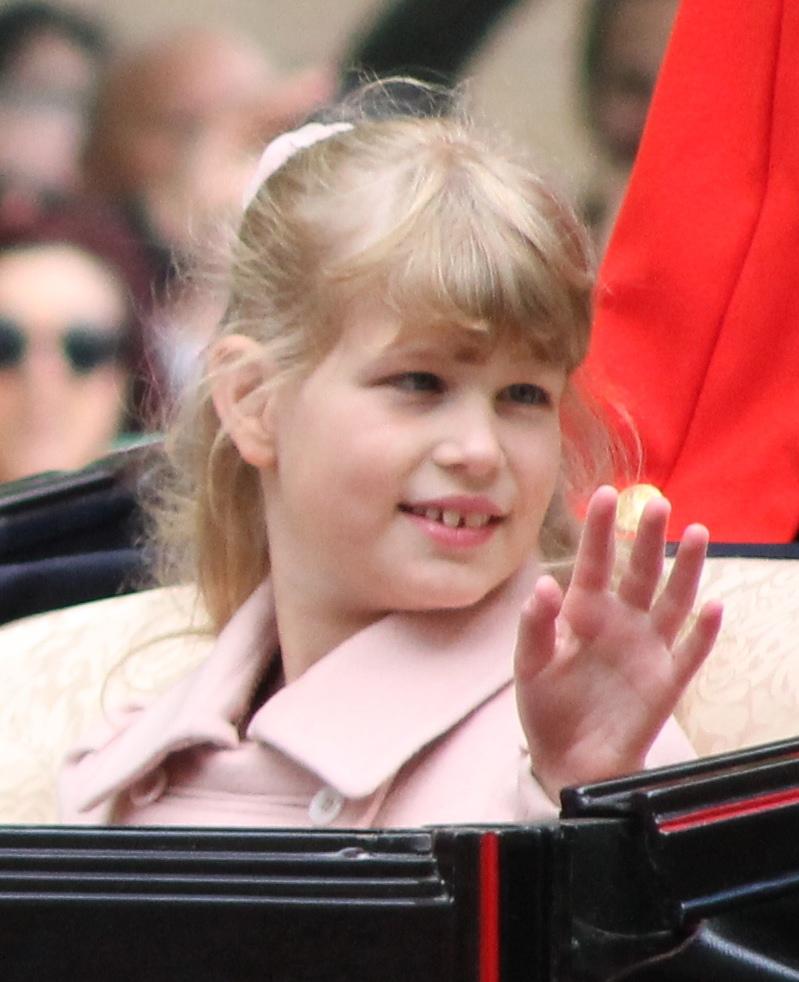
2013年6月，路易絲於皇家軍隊閱兵中乘坐馬車。

2011年，7歲的路易絲擔任威廉王子與嘉芙蓮·密道頓的婚禮的伴娘。2018年8月，路易絲陪同母親前往樸茨茅夫港的哈斯拉碼頭，會見一群正參與皇家遊艇協會入門課程資格訓練的年輕女孩。同月，母女二人出席於倫敦舉行的女子曲棍球世界盃決賽。蘇菲為英格蘭曲棍球總會贊助人。為慶祝路易絲2018年11月的15歲生日，母女二人以觀眾身份於《舞動奇蹟》節目中客串亮相。同年12月，路易絲陪同母親出席於奧林匹亞展覽中心舉行的皇家國際馬術表演。2020年9月，路易絲與家人於南海城海灘參與「英國海灘清潔行動」，支持海洋保護協會。

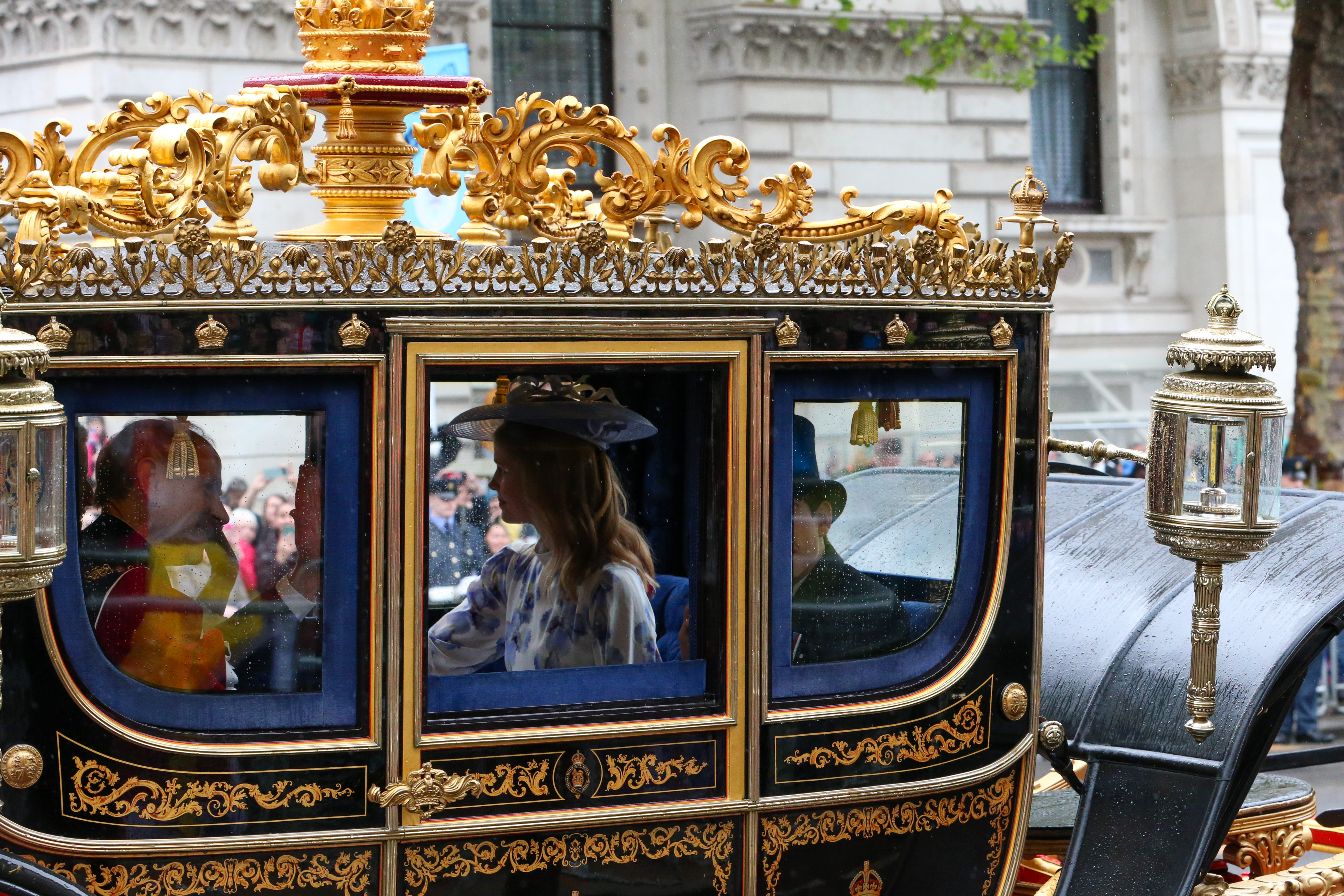
路易絲出席2023年查爾斯三世與卡蜜拉的加冕典禮

其祖父菲臘親王逝世後，路易絲於2021年4月11日陪同父母至諸聖皇家禮拜堂參加追思儀式，她亦出席同年4月17日的葬禮。2022年3月，路易絲參加菲臘親王的感恩追思會。同年6月，她出席皇家軍隊閱兵並與家人共同現身陽台；另參與白金禧年全國感恩儀式及白金漢宮白金派對。
其祖母伊利沙伯二世於2022年9月8日逝世後，路易絲於9月17日與弟弟詹姆斯及六名表親共同於西敏廳為女王靈柩守靈15分鐘。9月19日，她與其他家族成員出席國葬。
2023年5月6日，路易絲出席查理斯三世和卡米拉的加冕禮，並於5月7日參加於溫莎城堡舉行的加冕音樂會。

## 個人興趣
路易絲是英國女童軍的成員，她的祖母曾是該組織的贊助人，母親則是現任主席。她的母親幼年時曾是幼女童軍和女童軍成員。
路易絲自幼學習騎馬，並在2016年與父親一同騎馬參與伊利沙伯二世90歲生日慶祝活動。她還熱衷於馬車駕駛，這項運動由她的祖父菲臘親王在英國推廣。2017年5月，她在皇家溫莎馬術展上負責帶領英國馬車駕駛協會的羅蘭香檳酒莊香檳杯馬車隊伍。2019年5月，她參加了皇家溫莎馬術展的私人單人馬車駕駛比賽並獲得第三名。2021年4月，她繼承了祖父的馬車和兩匹小馬。2022年，她在皇家溫莎馬術展上駕駛祖父的馬車，並在女王面前展示。

## 稱號、頭銜與榮譽

### 稱號與頭銜
路易絲的頭銜為「路易絲·蒙巴頓-溫莎女勳爵」（Lady Louise Mountbatten-Windsor），儘管在她出生時，王室部分公告曾使用「路易絲·溫莎女勳爵」（Lady Louise Windsor）的頭銜。根據1917年頒布的英皇制誥，君主之子的子女自動獲得公主頭銜及「殿下」稱號，因此路易絲出生時本應為公主。然而，其父母結婚時，伊利沙伯二世透過白金漢宮新聞稿宣布，他們的子女將以伯爵子女（而非王子或公主）的頭銜稱呼。2020年，其母蘇菲表示，路易絲仍保有王室頭銜，並可自行決定是否使用。

### 榮譽
2008年6月，為紀念路易絲之父訪問加拿大曼尼托巴省，該省北部一湖泊被命名為路易絲。其弟詹姆斯亦獲同名榮譽，該省另一湖泊以「詹姆斯湖」命名。

## 外部連結
| 路易絲·溫莎女勳爵 溫莎王朝出生于：2003年11月8日 | 路易絲·溫莎女勳爵 溫莎王朝出生于：2003年11月8日 | 路易絲·溫莎女勳爵 溫莎王朝出生于：2003年11月8日 |
| 頭銜繼承順序                                    | 頭銜繼承順序                                    | 頭銜繼承順序                                    |
| ----------------------------------------------- | ----------------------------------------------- | ----------------------------------------------- |
| 前任者： 威塞克斯伯爵                           | 英國王位繼承 第17位                             | 下一順位： 長公主                               |
| 聯合王國排位名單                                |                                                 |                                                 |
| 前任者： 尤金妮公主                             | 女士 路易絲·蒙巴頓-溫莎女勳爵                   | 下一順位： 扎拉·廷德爾                          |